# Scoterpes austrinus
Scoterpes austrinus är en mångfotingart som beskrevs av Loomis 1943. Scoterpes austrinus ingår i släktet Scoterpes och familjen Trichopetalidae. Inga underarter finns listade i Catalogue of Life.